# Stichova mapa
Stichova mapa je jednou z prvních tematických map českého území, vytvořená Janem Stichem.

## Jan Stich
Jan Stich byl celník, písař a tvůrce Stichovy mapy. Datum a místo jeho narození nejsou známy. Od roku 1663 sloužil šest let jako písař. Poté od roku 1672 působil na celním komisařství v Praze jako písař pražských celních komisařů. V květnu roku 1674 nejprve neúspěšně žádal českou komoru o přidělení místa písaře v Týně. V dubnu 1676 žádal o místo celního výběrčího, opět neúspěšně.
V prosinci roku 1676 předložil české komoře celní mapu s podrobným popisem s prosbou o přidělení místa v celní službě. Česká komora přijala mapu kladně a vyplatila Janu Stichovi 24 říšských tolarů. Již roku 1677 česká komora přidělila Janu Stichovi významné místo pražského celního pojezdného. Funkci vykonával šestnáct let, až do roku 1692, kdy zemřel. Po smrti Jana Sticha jeho manželka požádala českou komoru o dar 1000 zlatých z milosti. Dvorská  komora jí vyhověla a udělila dar 600 zlatých

## Popis mapy
Měřítko mapy je 1 : 255 000. Velikost listu je 1180 x 1305 mm (jiné zdroje uvádí 1050 x 1210 mm)
. Na okrajích je mapa označena mílovou sítí 1–42 délky a 1–37 šířky, tím je rozdělena na čtverce s délkou strany jedna míle, což ulehčovalo orientaci a výpočet vzdáleností. 

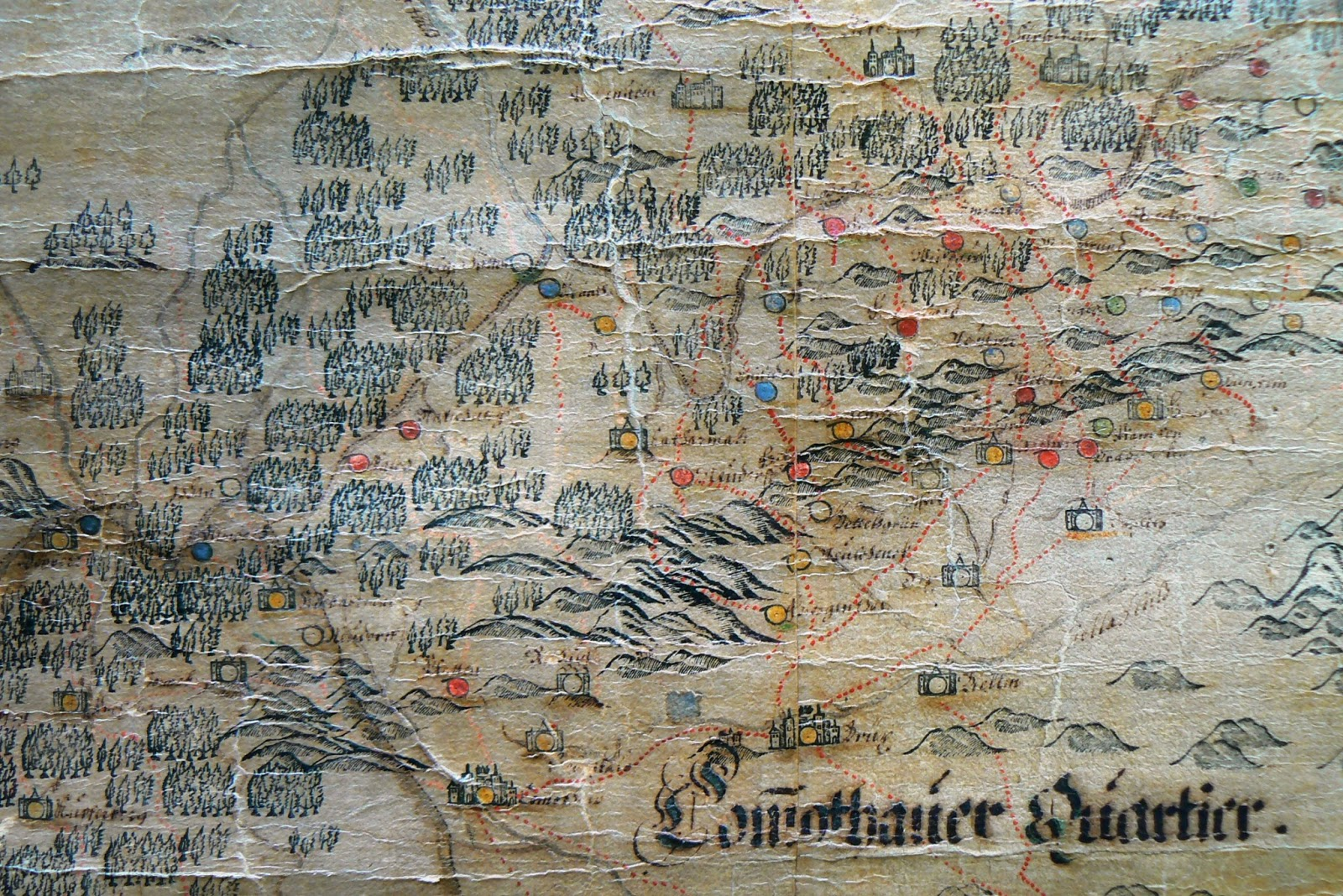
Výřez s vyobrazením Chomutovska

Mapa vznikla roku 1676, na jejím vypracování strávil Jan Stich 4 roky, během nichž procestoval pohraničí. Zmapována byla především pohraniční oblast, středová část mapy je prázdná, jsou zde pouze silniční tahy. Mapa je rukopisná, pro zakreslování sídel a porostů byla použita razítka. Zákresu pohoří a lesů byla věnována jen formální pozornost. Vyobrazeny jsou skládáním otisků razítek pro několik typů stromů, hor a jejich seskupení a jen málo míst na mapě je dokresleno individuálními obrázky, jako například hora Sněžka, či několik sakrálních objektů a zřícenin. Tyto objekty sloužily jako orientační prvky mapy. Na mapě se dále objevují kolečka čtyř barev (celní stanice řádné, celní stanice pobočné, výběrčí lístků a celní dozor). Zakreslena je podrobně i vodní síť v okolí hranic, všechny tehdejší hlavní zemské silnice a mnohem hustší síť pohraničních cest. Červeně tečkované silnice, cesty a stezky jsou dnes špatně viditelné, avšak pečlivou prohlídkou mapy je lze rekonstruovat. V pravé dolní části mapy je český lev a koruna.
Jan Stich shromáždil množství podkladů, podle nichž mohl opravit Aretinovu mapu, která mu byla předlohou. Opravil především vodopis. V Podorlicku je to tok Úpy, oprava ústí Metuje, doplnění Dědiny, Kněžny, Zdobnice, Třebůvky, Tiché Orlice nebo například odlišení Stěnavy od Úpy a Metuje.

## Účel mapy
V mapě je vyobrazeno na 460 signatur a názvů. Názvosloví je v německém jazyce. Mapa nebyla určena pro veřejnost, ale pro úřední potřeby. Sloužila pro lepší přehled celní zprávy a pro celní revizory, kteří každý rok obcházeli jednotlivé celní stanice. Poskytovala také cenné informace o tom, jak si lidé vytvářeli cesty skrz do té doby neproniknutelný a hustý les. Jednalo se především o pás lesa podél jižní hranice přes severní hranici až po řeku Labe. Ukazovala tedy, kde je nutné síť celních stanic zhustit. Tyto stanice však fungovaly jen do roku 1747, kdy bylo pohraniční mýto pro dovozce z rakouských krajin zrušeno patentem z 11. září 1747.

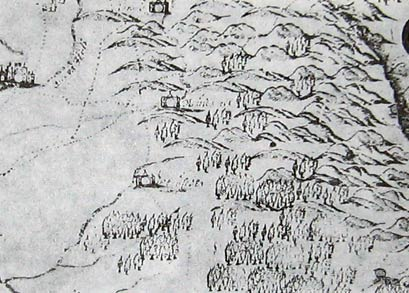
Výřez Stichovy mapy

### Celní systém
Mapa je unikátním dílem, neboť obsahuje zákres i odlehlých a do té doby nezmapovaných míst. Poskytuje též cenné informace o fungování tehdejšího celního systému středoevropského regionu. Království bylo rozděleno do 10 celních obvodů. Po Čechách bylo rozloženo okolo 250 celních a ungeltních stanic pro zboží vyvážené ze země nebo do ní dovážené. Celnice byly i na moravsko-české hranici. Ve vnitrozemí nebyla jejich hranice přesně stanovená a kontrola byla prováděna podle potřeby i v hlubších částech území.

## Historie
Mapa byla vytvořena roku 1676. Roku 1680 byla mapa předložena císaři Leopoldu I. při jeho návštěvě Čech. Ve 20. letech 20. století byla mapa objevena doktorem Františkem Roubíkem v dolní kryptě kostela sv. Mikuláše na Malé straně v Praze. Doktor Roubík mapu zrekonstruoval a byla mu také podkladem pro jeho vlastní díla. Dnes je uložena v Národním archivu v Praze. Vzhledem k poškození ji nelze zřetelně reprodukovat.